# John F. Murray
Pour les articles homonymes, voir John Murray et Murray.
John Frederic Murray, né le 8 juin 1927 à Mineola et mort le 24 mars 2020 à Paris, est un pneumologue américain surtout connu pour ses travaux sur le syndrome de détresse respiratoire aiguë (SDRA), qui est responsable de sa mort après qu'il a été atteint de COVID-19 pendant la pandémie.

## Biographie
Murray étudie à l'Université de Stanford puis à la Stanford University Medical School. Il est professeur émérite de médecine à l'Université de Californie à San Francisco (UCSF School of Medicine) et chef des soins pulmonaires et des soins intensifs au San Francisco General Hospital de 1966 à 1989. Après avoir pris sa retraite de ses fonctions à plein temps, il vit à temps partiel en France.
Il meurt d'un syndrome de détresse respiratoire aiguë le 24 mars 2020 à Paris après avoir été infecté par le 2019-nCoV,,.

## Travaux
- Murray and Nadel's Textbook of Respiratory Medicine[6].